# Radspitzturm

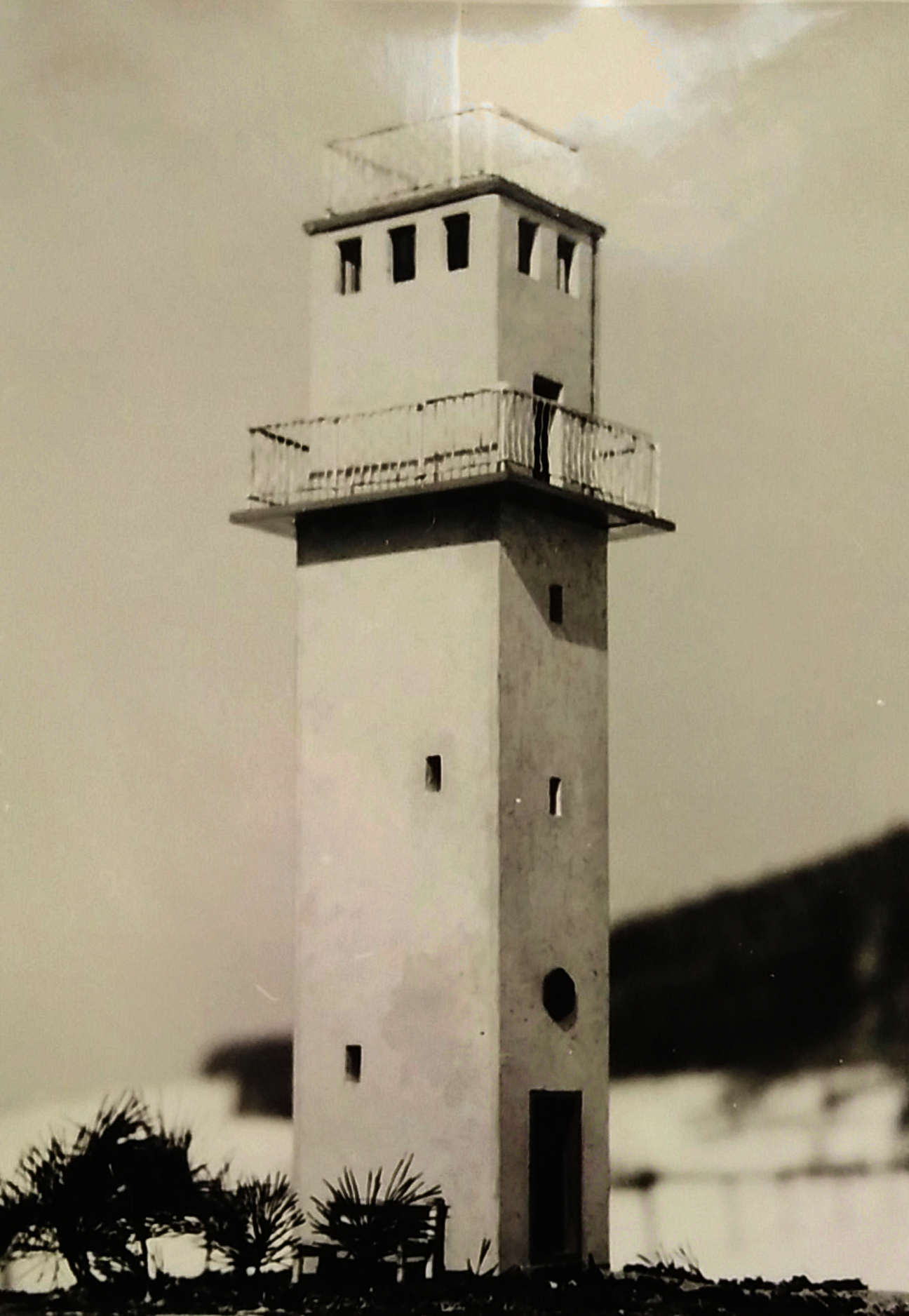
Modell des Radspitzturms von 1956

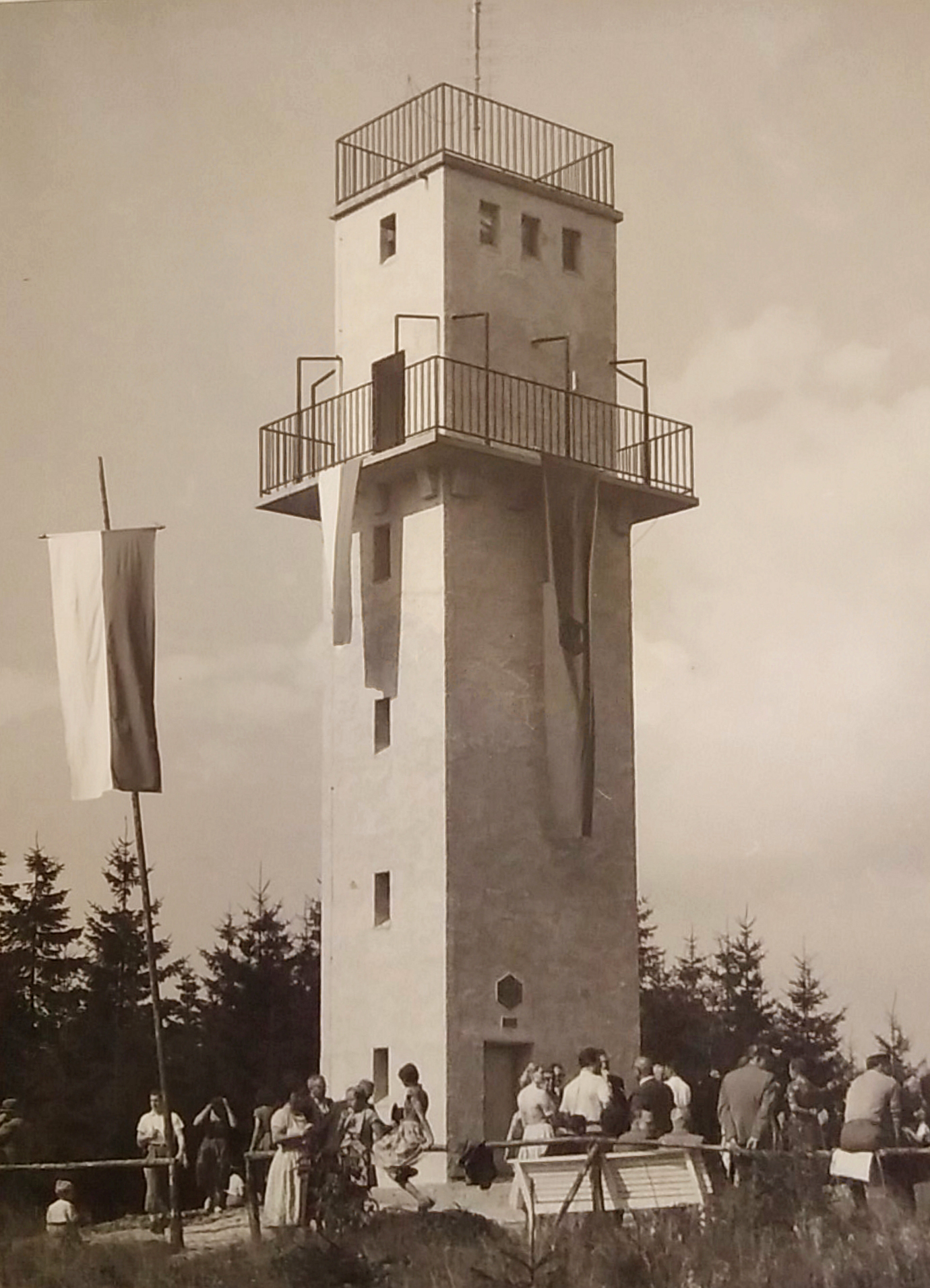

Der Radspitzturm ist ein Aussichtsturm des Frankenwaldvereins. Er befindet sich auf der 678 m ü. NHN hohen Radspitze bei Seibelsdorf.

## Lage
Die Radspitze liegt auf der Gemarkung von Seibelsdorf etwa 300 Meter westnordwestlich des Weilers Mittelberg, beide Gemeindeteile des Marktes Marktrodach im oberfränkischen Landkreis Kronach. Sie liegt an einer alten Grenze, heute zum Landkreis Kulmbach. Der Gipfel mit dem Radspitzturm ist über die Bundesstraße 303 nach Seibelsdorf oder die Bundesstraße 173 nach Wallenfels erreichbar.

## Geschichte des Turmbaus
Das Königlich-Bayerische Katasteramt erklärte 1859 die Radspitze zum Hauptdreiecksnetzpunkt erster Ordnung und errichtete ein hölzernes Signal, welches der Witterung nicht lange widerstand. Kronacher und Stadtsteinacher Naturfreunde entschlossen sich 1886, einen hölzernen Aussichtsturm von elf Metern Höhe zu errichten, dieser wurde 1893 wegen Baufälligkeit wieder eingelegt. Sowohl das Landesvermessungsamt als auch die Naturfreunde überlegten ab 1910 erneut den Bau eines Turmes. Gemeinsame Verhandlungen scheiterten und der gegründete Radspitzturmbauverein e. V. löste sich wieder auf. Das Vermessungsamt errichtete erneut ein hölzernes Signal, das bis 1934 in Betrieb war. Im Jahr 1925 rief die neu gegründete Ortsgruppe Seibelsdorf des Frankenwaldvereins die Turmbauidee wieder auf den Plan. Das gesammelte Geld wurde jedoch durch Inflation und Währungsumstellung zum Kriegsende entwertet.
In der Nachkriegszeit gründete sich die Ortsgruppe Seibelsdorf wieder und der Turmbau nahm ab Ende 1954 konkrete Gestalt an. Es gab aktive Mitglieder, Unterstützer und Förderer, z. B. die Firma Loewe-Opta, so dass der Hauptvorstand mit Hans Seiffert am 20. März 1955 nach einer außerordentlichen Hauptversammlung den Bauauftrag erteilen konnte. Die Einweihungsfeier des anfangs 16 Meter hohen, gemauerten Turms fand am 4. September 1955 statt. 1969 wurde er auf die heutige Höhe aufgestockt und erneuert. Weitere Renovierungen erfolgten 1980 und als Generalsanierung im Jahre 2000.

## Beschreibung
Der heutige Turm mit quadratischem Fundament ist 20 Meter hoch. Er besitzt zwei Aussichtsplattformen in 12,5 und 15 Meter Höhe. Bis zur unteren Plattform besteht der Turm aus Mauerwerk, darüber ist er mit Holz verkleidet. Bis zur oberen Plattform führt eine Treppe mit 80 Stufen.